# Tvangsdåb
Tvangsdåb er dåb mod den døbtes vilje. I kristen teologi er der nærmest fuldstændig enighed om at betragte tvangsdåb som ugyldig. Ikke desto mindre er tvangsdåb i kristendommens historie blevet praktiseret af magt- eller kirkepolitisk interesse.
Barnedåb betragtes af mange kristne trosretninger ikke som tvangsdåb, men kirker med et baptistisk dåbssyn bestrider dens gyldighed.
| Religion | Spire Denne religionsartikel er en spire som bør udbygges. Du er velkommen til at hjælpe Wikipedia ved at udvide den. |